# L'Invasion divine
L'Invasion divine (titre original : Valis Regained) est un roman de science-fiction écrit par Philip K. Dick, publié en 1981.
Le roman constitue le deuxième tome de La Trilogie divine, précédé de SIVA (VALIS, 1981), et suivi de La Transmigration de Timothy Archer (The Transmigration of Timothy Archer, 1982) et Radio libre Albemuth (Radio Free Albemuth, 1985, écrit avant SIVA).

## Résumé
En état de suspension cryonique après un grave accident, Herb Asher se souvient des événements passés : l'injonction mystérieuse qu'il a reçue, sur la planète CY30–CY30B, afin de venir en aide à la jeune Rybys Romney, la grossesse inexpliquée de celle-ci, le rôle joué par l'énigmatique Elias Tate. Après l'accident, l'enfant de Rybys, Emmanuel, pris en charge par Elias, arrive sur Terre et rencontre la petite Zina, qui prétend vouloir l'aider à retrouver sa véritable identité. Derrière l'histoire d'Emmanuel et de Herb Asher, ce sont de profondes considérations métaphysiques qui sont en jeu, sur l'origine du mal et l'action de Dieu dans sa Création, avec de nombreuses références à la Torah et à la pensée judéo-chrétienne.

## Éditions
- L'Invasion divine, Denoël, coll. « Présence du futur » no 338, mars 1982, trad. Alain Dorémieux, 288 p.  (ISBN 2-207-30338-1)[1]
- in La Trilogie divine (rassemblant SIVA, L'Invasion divine et La Transmigration de Timothy Archer), Denoël, coll. « Lunes d'encre », 24 février 2002, trad. Alain Dorémieux, 947 p.  (ISBN 2-207-25241-8)
- L'Invasion divine, Gallimard, coll. « Folio SF » no 249, 18 mai 2006, trad. Alain Dorémieux, 400 p.  (ISBN 2-07-030953-3)
- in La Trilogie divine (rassemblant SIVA, L'Invasion divine et La Transmigration de Timothy Archer)[2], Denoël, coll. « Lunes d'encre », 21 février 2013, trad. Alain Dorémieux révisée par Gilles Goullet, 864 p.  (ISBN 978-2-207-11096-6)
- L'Invasion divine, Gallimard, coll. « Folio SF » no 733, 1er juin 2023, trad. Alain Dorémieux révisée par Gilles Goullet  (ISBN 978-2-07-302314-8)